# Joachim Justus Breithaupt

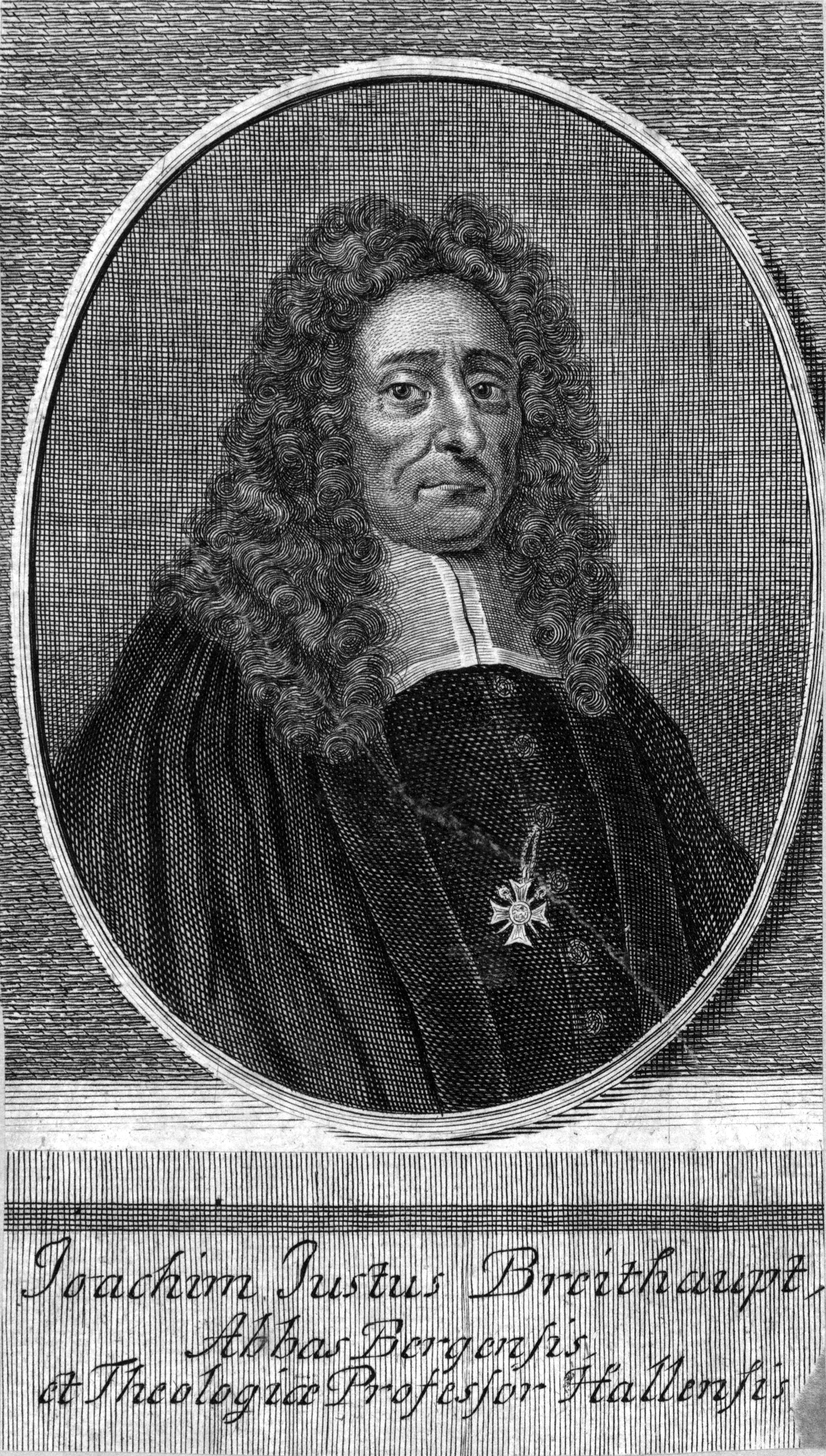
Joachim Justus Breithaupt.

Joachim Justus Breithaupt född 17 februari 1658. Död 16 mars 1732. Teologie professor och generalsuperintendent i Halle. Psalmförfattare representerad i danska Psalmebog for Kirke og Hjem.